# 世界粮食安全首脑会议
世界粮食安全首脑会议于2009年11月16日至18日在意大利罗马举行。举办这次首脑会议的决定是根据粮农组织总干事雅克·迪乌夫博士的提议，由联合国粮食及农业组织理事会在2009年6月作出。来自182个国家和欧盟的60位国家和政府首脑，192位部长参加了在粮农组织总部举行的这次峰会。

## 背景
粮农组织说全球粮食不安全形势恶化，对人类依然构成严重威胁–2009年饥饿人口可能又增加一亿，超越10亿标志。发展中国家粮食价格居高不下，而全球经济危机对就业产生影响，使贫困加剧，形势正在恶化。

## 成果
世界粮食安全首脑会议一致通过了一项宣言，再次承诺尽早从地球上永久地消除饥饿。宣言承诺在发展中国家持续增加农业援助，以便使全球10亿处于饥饿中的民众能够更好地自给自足。宣言确认当前的目标是到2015年，饥饿人口减半。
各国还同意努力扭转国内和国际农业投资不断减少的局面，加大对该产业新的投资力度，与公共和私营部门的利益相关方合作，改善对全球粮食问题的治理，并积极应对气候变化给粮食安全带来的挑战。

## 资金提供
粮农组织在七月份宣布沙特阿拉伯同意为这次峰会提供资金，估计为250万美元。该资助是在迪乌夫对该国正式访问期间做出的。

## 关联活动
在首脑会议前举办的三项相关外部活动被认为有助于峰会辩论 -- 私营部门论坛（米兰，11月12-13日），各国议会间会议（罗马，11月13日）和民间社会论坛（罗马，11月14-16日）。
粮农组织声称2009年10月的三项活动为首脑会议奠定基础。这三项活动是：2050年如何养活世界高级别专家论坛 （页面存档备份，存于），10月12-13日；世界粮食安全委员会 （页面存档备份，存于），10月14-17日；和10月16日的世界粮食日。
首脑会议前一周，发动10亿人在挨饿网上请愿的活动。 
粮农组织总干事雅克·迪乌夫在11月12日举行的峰会前私营部门论坛发言指出，由于私有化、全球化和食物链的转换，增强了私营部门的重要性。
在首脑会议开始前夕，联合国粮农组织总干事雅克·迪乌夫开始了 24小时绝食行动 （页面存档备份，存于），呼吁采取行动消除饥饿，并对长期遭受营养不良的10亿人口表示声援。 他呼吁世界“各地善良的人们”与他一道在本周末进行24小时绝食。
在2009年11月16日星期一，粮农组织说在COP15（2009年12月7-18日）上签署哥本哈根气候变化协议对战胜全球饥饿是至关重要的。巴西总统将饥饿描述为“最具毁灭性的大规模杀伤性武器”。

## 信息来源
1. ↑  1.02 Billion People Hungry: One Sixth Of Humanity Undernourished, More Than Ever Before, Science Daily, 20 June 2009 （页面存档备份，存于）
2. ↑  http://www.google.com/hostednews/ap/article/ALeqM5jeEimi-fD79vUG9uVWzcG7e-A9oAD9C0IJSO0 "UN summit approves new approach to hunger fight, AP, 16 Nov 2009
3. ↑  http://www.timesonline.co.uk/tol/news/world/europe/article6918616.ece （页面存档备份，存于） World leaders at UN summit vow to aid farmers in bid to help starving, Times on line, 16 Nov 2009
4. ↑  http://www.fao.org/news/story/zh/item/37421/icode/ （页面存档备份，存于） 对消除饥饿的再次承诺，粮农组织媒体中心，2009年11月16日
5. ↑  Saudi Arabia to fund FAO World Food Security Summit, Asian Peasant Coalition, 30 July 2009 .   [2009-08-19]. （原始内容存档于2012-07-23）.
6. ↑  Business leaders urged to help find hunger solutions, FAO Media Centre, 12 Nov 2009 http://www.fao.org/news/story/en/item/37194/icode/ （页面存档备份，存于）
7. ↑  U.N.: One billion worldwide face starvation, CNN, 15 November 2009 http://www.cnn.com/2009/WORLD/europe/11/15/un.hunger/index.html （页面存档备份，存于）
8. ↑  UN food organisation chief holds hunger strike, 15 Nov 2009, http://sg.news.yahoo.com/afp/20091115/twl-fao-food-summit-4bdc673.html%5B%5D
9. ↑  Climate deal key to fight "devastating" hunger: U.N., 16 Nov 2009, http://www.reuters.com/article/environmentNews/idUSTRE5AF20W20091116 （页面存档备份，存于）

## 首脑会议相关文档
- 2050年养活世界 （页面存档备份，存于）
- 粮食安全和金融危机[永久]
- 外国直接投资 - 双赢，还是攫取土地？
- 新挑战 – 气候变化和生物能源[永久]
- Non-distorting farm support[永久]
- Sub-Saharan Africa – realizing the potential[永久]
- 技术贡献 （页面存档备份，存于）
- 强制投资 （页面存档备份，存于）
- 跨界动植物病虫害[永久]
- 粮食安全全球管理 （页面存档备份，存于）